# Hot Leg UK tour Oktober 2008
Hot Leg UK tour Oktober 2008 var en turné av och med det brittiska rockbandet Hot Leg. Turnén pågick mellan den 12 oktober och 31 oktober. Alla spelningar hölls i Storbritannien, tolv i England, två i Skottland samt en i Wales. Med denna turné marknadsförde de deras debutsingel Trojan Guitar.

## Turnén

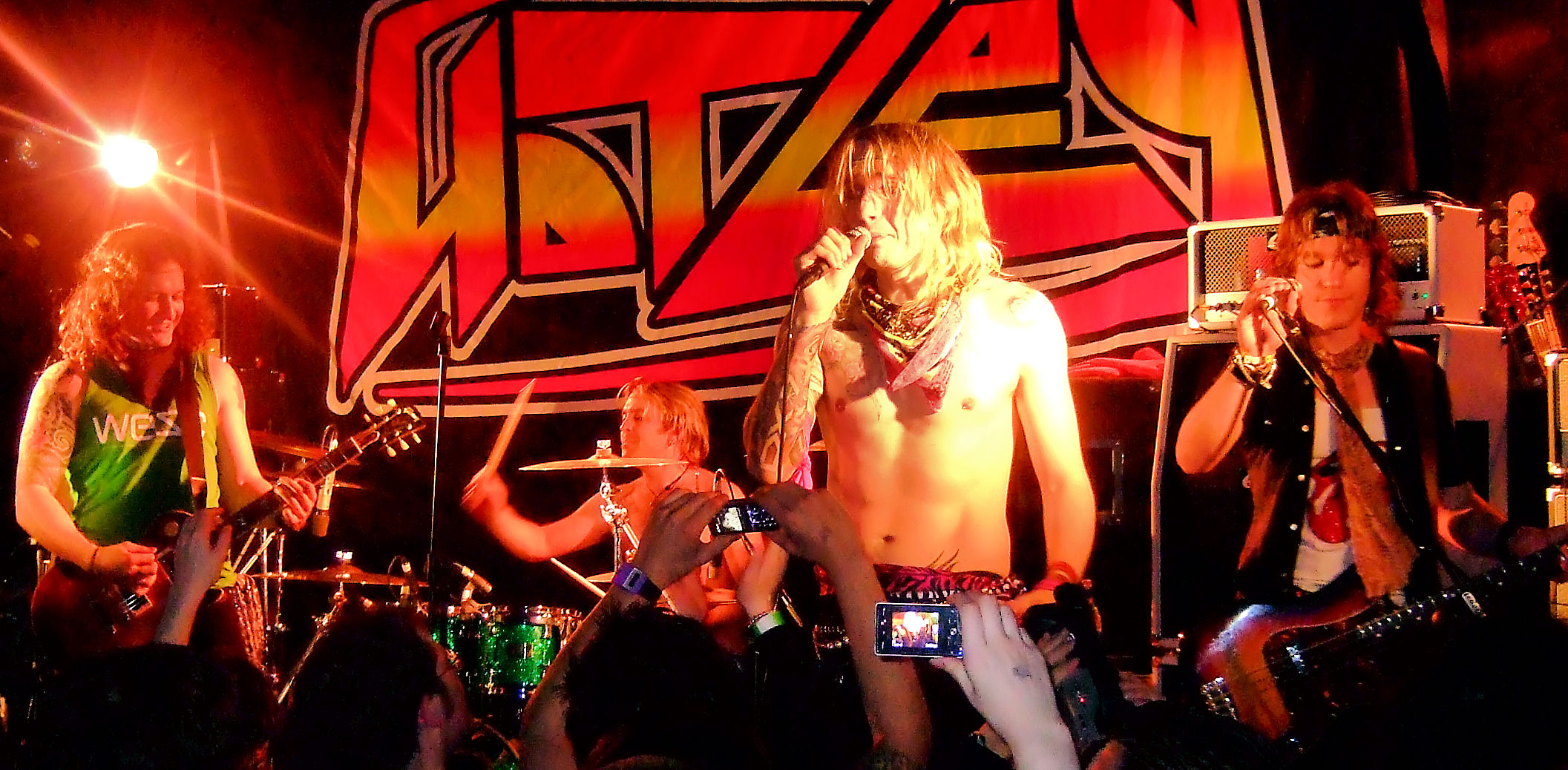
Hot Leg live i Dundee 18 oktober. Från vänster; Pete Rinaldi, Darby Todd, Justin Hawkins och Samuel Stokes.

Detta var Hot Legs andra turné. Förband var Saving Aimee, Toxic Federation, Dead Against the Rest samt God Sacks Man.

## Låtlista
Dessa låtar ingick i denna turnés låtlista:
1. "Cocktails"
2. "You Can't Hurt Me Anymore"
3. "Trojan Guitar"
4. "Gay in the 80's"
5. "Heroes"
6. "Whichever Way You Wanna Give It"
7. "Xtraordinarywoman"
8. "Prima Donna"
9. "Come Into My Arms"
10. "Do It in the Dark"
11. "I've Met Jesus"
Extranummer
12. "Theme From Hot Leg"
13. "Chickens"

### Övriga låtar
Dessa låtar spelades endast på enstaka konserter.
- "Dust in the Wind" - cover på Kansas

## Datum
| Datum           | Arena           | Stad            | Land      |
| --------------- | --------------- | --------------- | --------- |
| Storbritannien  |                 |                 |           |
| 12 oktober 2008 | Woughton Centre | Milton Keynes   | England   |
| 13 oktober 2008 | The Venue       | Derby           | England   |
| 14 oktober 2008 | Academy 3       | Oxford          | England   |
| 16 oktober 2008 | Fibbers         | York            | England   |
| 17 oktober 2008 | Sugarmill       | Stoke-on-Trent  | England   |
| 18 oktober 2008 | Doghouse        | Dundee          | Skottland |
| 19 oktober 2008 | GRV             | Edinburgh       | Skottland |
| 21 oktober 2008 | Barfly          | Liverpool       | England   |
| 22 oktober 2008 | Soul Tree       | Cambridge       | England   |
| 23 oktober 2008 | Wedgewood Rooms | Portsmouth      | England   |
| 26 oktober 2008 | Cavern Club     | Exeter          | England   |
| 27 oktober 2008 | Barfly          | Cardiff         | Wales     |
| 28 oktober 2008 | 12 Bar Club     | Swindon         | England   |
| 30 oktober 2008 | Forum           | Tunbridge Wells | England   |
| 31 oktober 2008 | Park            | Peterborough    | England   |

### Uppvärmningsgig
| Datum          | Arena             | Stad   | Land    |
| -------------- | ----------------- | ------ | ------- |
| Storbritannien |                   |        |         |
| 4 oktober 2008 | The Purple Turtle | London | England |

## Medverkande
- Justin Hawkins - gitarr, sång
- Pete Rinaldi - gitarr, kör
- Samuel Stokes - bas, kör
- Darby Todd - trummor